# Детский дом
Де́тский дом — воспитательное учреждение для детей, лишившихся родителей или оставшихся без их попечения, а также детей, нуждающихся в помощи и защите государства. По правовому статусу, обычно это образовательная организация или организация, оказывающая социальные услуги. От приютов отличается тем, что в последние детей помещают для временного проживания.

## История

### В США
На 2012-й год в фостерной системе США находилось 397 тысяч детей. 47 % из них (184 тысячи) проживали с фостерными родителями-неродственниками, 28 % (108 тысяч) — в фостерных семьях родственников, 6 % (24 тысячи) — в групповых домах, 9 % (34 тысячи) — в учреждениях.
В 2012-м году из детей, покинувших фостерную систему, 51 % (122 тысячи) детей вернулись к своим родителям, 22 % (51 тысяча детей) были усыновлены, 7 % (16 тысяч) были переданы под опеку.
Около 100 тысяч детей из фостерной системы ожидают усыновления.
За год из фостера усыновляют примерно 50 тысяч детей, в половине случаев их усыновляют сами фостерные родители.
Усыновление из фостерной системы — самое низкое по стоимости или полностью бесплатное.

### В СССР
После Октябрьской социалистической революции 1917 года система приютов была реорганизована. Одним из известнейших педагогов начала 1930-х годов (но отнюдь не единственным) был А. С. Макаренко, созданная которым система воспитания стала одним из важных элементов работы с бывшими беспризорниками. Макаренко собрал и дополнил разрозненные приёмы в целостную систему, описав её (по просьбам Максима Горького) в ряде произведений — в частности в «Педагогической поэме». Получившаяся система обеспечивала хорошие результаты, основой этой системы стали трудовое воспитание и демократия (самоуправление) ученического коллектива. В частности, некоторые специалисты, например семейный психолог Людмила Петрановская, говорят о том, что воспитанники Макаренко очень отличались от современных детдомовцев тем, что большинство из них в раннем детстве имели опыт нормальной семейной жизни. Однако система Макаренко вошла в противоречие с линией руководства народного образования СССР, поскольку в условиях культа личности от граждан требовались личные качества, противоположные тем, которые она формировала. Поэтому использование системы было ограничено. Фактором, сдерживавшим применение системы в дальнейшем (с 1960 годов), стало то, что в СССР было законодательно запрещено эксплуатировать детский труд, иными словами, детям до 16 лет запретили заниматься любым производительным трудом. Детские дома находились в ведении различных народных комиссариатов: так в Татарской АССР с 1935 года дети-инвалиды были отнесены к Народному комиссариату социального обеспечения, правонарушители были в ведении Народного комиссариата внутренних дел, дети до 3 лет и больные дети относились к Народному комиссариату здравоохранения, отдельные категории детей были отнесены к Народному комиссариату  образования.

## Статистика
В 1990 году в России насчитывалось 564 детских дома, в 2004 их количество увеличилось почти втрое и составило 1,4 тысячи.
В начале 2007 года в России насчитывалось 748 тысяч детей-сирот (2,8 % от всей детской популяции, которая составляла 26,5 миллиона). Из них:
- усыновлено — 153 тысячи,
- под опекой — 384 тысячи,
- приёмные и патронатные семьи — 37 тысяч,
- в детских учреждениях — 174 тысячи[9].

Сумма консолидированного бюджета на развитие семейных форм в 2007 году составила
21,4 миллиарда рублей (856 миллионов долларов), включая:
- из федерального бюджета — 6,2 миллиарда рублей (248 миллионов долларов),
- из средств субъектов Российской Федерации — 15,2 миллиарда рублей (608 миллионов долларов)[9].

Федеральная служба государственной статистики опубликовала статистический сборник «Дети в России. 2009», в котором, в частности, приведена информация об устройстве детей и подростков, оставшихся без попечения родителей (более актуальная — до 2010 года — информация доступна на сайте Росстата).

## Крупные приюты
Одним из крупнейших детских домов в мире называют приют Лилиан Трэшер в египетском городе Асьют; за 100 лет функционирования (1911—2011) через стены приюта прошло 25 тыс. детей.

## Социальная адаптация выпускников
Социальная адаптация выпускников детских домов рассматривается, с одной стороны, как процесс активного приспособления юношей и девушек к жизни в обществе, с другой стороны — как результат направленных действий специалистов (педагогов, психологов, врачей и т. д.), обеспечивающих такое приспособление. В этой связи, уровень социальной адаптации выпускников принято считать показателем эффективности работы сиротского учреждения.
Острой и малоизученной остаётся проблема возврата детей из приемных семей обратно в детские дома. Масштабных исследований причин этого не проводилось, либо их результаты не опубликованы. В мае 2017 года в Общественной палате был заслушан доклад по итогам исследования факторов влияния на возврат приёмных детей в селах.
Ежегодно из детских домов России выпускается 26 тысяч воспитанников. По данным Министерства образования РФ, за 1992—2007 годы 90 тысяч из них не были обеспечены положенным по закону жильём.
Некоторые специалисты по работе с детьми-сиротами начинали собирать новую статистику жизнеустройства выпускников детдомов, чтобы выяснить, какие факторы влияли на их успешность или неудачи.

## Детский дом в литературе
Одним из самых известных произведений об «обычном» детском доме советской эпохи стала повесть Анатолия Приставкина «Ночевала тучка золотая». О детстве, проведённом в одном из первых детских домов СССР, рассказывает автобиографическая повесть Галины Карпенко «Как мы росли» (1956).
Один из воспитанников А. С. Макаренко — Л. В. Конисевич оставил подробные сведения о жизни в коммуне им. Дзержинского в течение около 5 лет (с 1929 по 1934 г.) именно с точки зрения её воспитанника.
Трилогия писательницы Ф. А. Вигдоровой состоит из трех романов — «Дорога в жизнь», «Черниговка» и «Это мой дом» (1961). Она написана автором от лица педагогов-супругов —  воспитанника А. С. Макаренко С. А. Калабалина (в «Педагогической поэме» представлен как Карабанов, и под такой же фамилией значится в трилогии Вигдоровой) и его жены Галины Константиновны (в «Педагогической поэме» названа Черниговкой, так же называется одна из частей трилогии). Книги охватывают предвоенный период и годы Великой Отечественной войны, перед читателем проходит множество судеб обитателей детского дома, характеры подростков, сложные психологические и непростые хозяйственные проблемы руководителей детского дома. 
В 2015 году вышла книга учителя-краеведа Магомедова С. Г. «Дети войны». Она посвящена 70-летию со дня открытия детского дома № 16 в селе Чаравали Новолакского района в Республике Дагестан. В ней говорится об истории создания детдома, о работниках и воспитанниках, о жизни в детском доме.